# Charles d'Autriche (1607-1632)
Pour les articles homonymes, voir Charles d'Autriche.
Charles d'Autriche, infant d'Espagne (né le 15 septembre 1607 à Madrid et y décédé le 30 juillet 1632) est l'un des fils de  Philippe III roi d'Espagne et de Marguerite d'Autriche-Styrie.

## Un infant « ordinaire »
Sa mère meurt lorsqu'il a 4 ans, en mettant au monde son huitième enfant, tandis que son père décède d'une fièvre maligne lorsqu'il a 14 ans. Sa sœur aînée, Anne, lui sert un temps de mère avant d'être mariée au roi Louis XIII de France, tandis que son frère épouse Élisabeth de France, ces mariages croisés étant censés réconcilier les deux monarchies ennemies (1615). Frère cadet du souverain, il a également un frère plus jeune, le brillant et fameux cardinal-infant. Lui-même ne s'est jamais signalé par des actes remarquables. Il est peut-être l'un des personnages les plus énigmatiques de cette époque, du fait de sa personnalité étrange, voire malsaine.[réf. nécessaire]
En 1623, son frère le fit chevalier de l’ordre de la Toison d’or.

## Vie publique mais sans éclat
Bien qu'opposé au favori et premier ministre de son frère[réf. nécessaire], le comte-duc d'Olivares, il ne montre jamais un grand intérêt en politique. Il n'en est pas moins utilisé par plusieurs coteries de nobles pour tenter de renverser le tout puissant ministre.

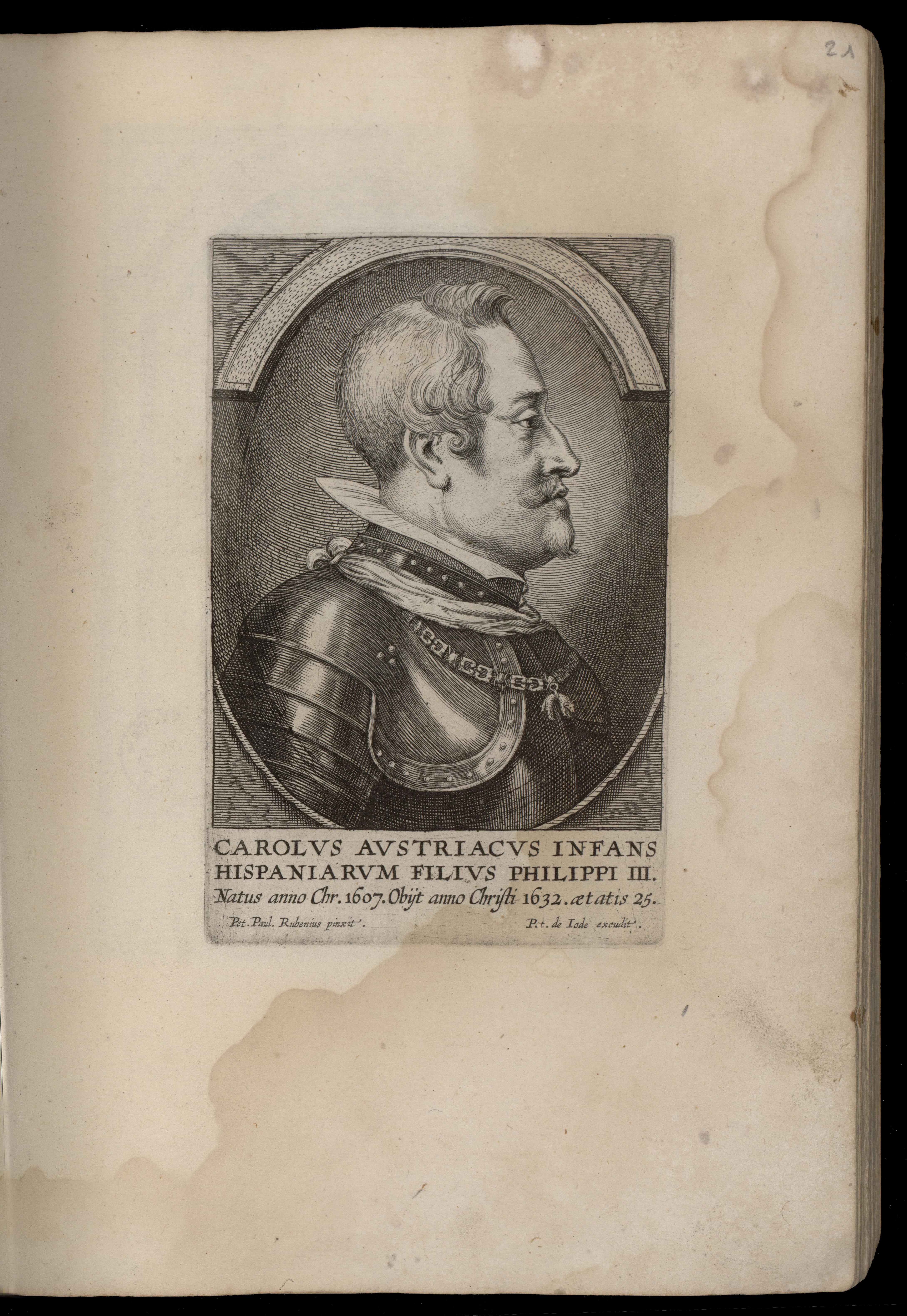
Portrait de Charles d'Autriche

À l'instar de Gaston d'Orléans, frère du roi de France, il est simplement l'héritier présomptif de la couronne d'Espagne jusqu'à ce que son frère, le roi Philippe IV d'Espagne, ait un fils, Balthazar-Charles en 1629 après 14 ans de mariage.
Il est d'ailleurs sur le point de monter sur le trône lors de la grave maladie de Philippe IV. Mais, après la guérison de celui-ci et la naissance de l'infant Balthazar-Charles, son importance politique disparaît rapidement.

## Mort
Il meurt célibataire à 24 ans d'une forte fièvre, le 30 juillet 1632.
Quevedo écrit un sonnet intitulé L'Enterrement du Très Sérénissime Infant Don Carlos en hommage à l'infant défunt.